# Nokomis (Florida)
Nokomis ist  ein census-designated place (CDP) im Sarasota County im US-Bundesstaat Florida. Das U.S. Census Bureau hat bei der Volkszählung 2020 eine Einwohnerzahl von 3.217 ermittelt. 

## Geographie
Nokomis grenzt im Westen an den Gulf Intracoastal Waterway, im Süden direkt an die Stadt Venice und liegt rund 20 km südlich von Sarasota sowie etwa 100 km südlich von Tampa. Der CDP wird vom Tamiami Trail (U.S. 41) durchquert.

## Demographische Daten
Laut der Volkszählung 2010 verteilten sich die damaligen 3167 Einwohner auf 1693 Haushalte. Die Bevölkerungsdichte lag bei 754 Einw./km². 95,9 % der Bevölkerung bezeichneten sich als Weiße, 0,9 % als Afroamerikaner, 0,3 % als Indianer und 1,2 % als Asian Americans. 0,9 % gaben die Angehörigkeit zu einer anderen Ethnie und 0,9 % zu mehreren Ethnien an. 4,4 % der Bevölkerung bestand aus Hispanics oder Latinos.
Im Jahr 2010 lebten in 18,9 % aller Haushalte Kinder unter 18 Jahren sowie 35,7 % aller Haushalte Personen mit mindestens 65 Jahren. 57,7 % der Haushalte waren Familienhaushalte (bestehend aus verheirateten Paaren mit oder ohne Nachkommen bzw. einem Elternteil mit Nachkomme). Die durchschnittliche Größe eines Haushalts lag bei 2,10 Personen und die durchschnittliche Familiengröße bei 2,59 Personen.
16,0 % der Bevölkerung waren jünger als 20 Jahre, 17,3 % waren 20 bis 39 Jahre alt, 33,8 % waren 40 bis 59 Jahre alt und 32,9 % waren mindestens 60 Jahre alt. Das mittlere Alter betrug 51 Jahre. 49,6 % der Bevölkerung waren männlich und 50,4 % weiblich.
Das durchschnittliche Jahreseinkommen lag bei 43.385 $, dabei lebten 17,6 % der Bevölkerung unter der Armutsgrenze.
Im Jahr 2000 war Englisch die Muttersprache von 100 % der Bevölkerung.

## Sehenswürdigkeiten
Das Lucienne Nielsen House und der Nokomis Beach Pavilion sind im National Register of Historic Places gelistet.